# لغات الأطلس
لغات الأطلس هي مجموعة فرعية ضمن اللغات الأمازيغية الشمالية. يتواجد جميع متحدثيها في المغرب. بالرغم من نَسْبها لجبال الأطلس، فإنه يُتحدث بها كذلك في غير جبال الأطلس، كما هو الحال في بعض مناطق جبال الريف ومناطق منخفضة أخرى. يُحقِّق متحدثو لغات الأطلس درجة مهمة من التفاهم اللساني.[بحاجة لمصدر] تشمل هذه المجموعة:
- الشلحية، في جنوب المغرب؛
- أمازيغية الأطلس المتوسط؛
- أمازيغية صنهاجة السرائر، في وسط جبال الريف؛

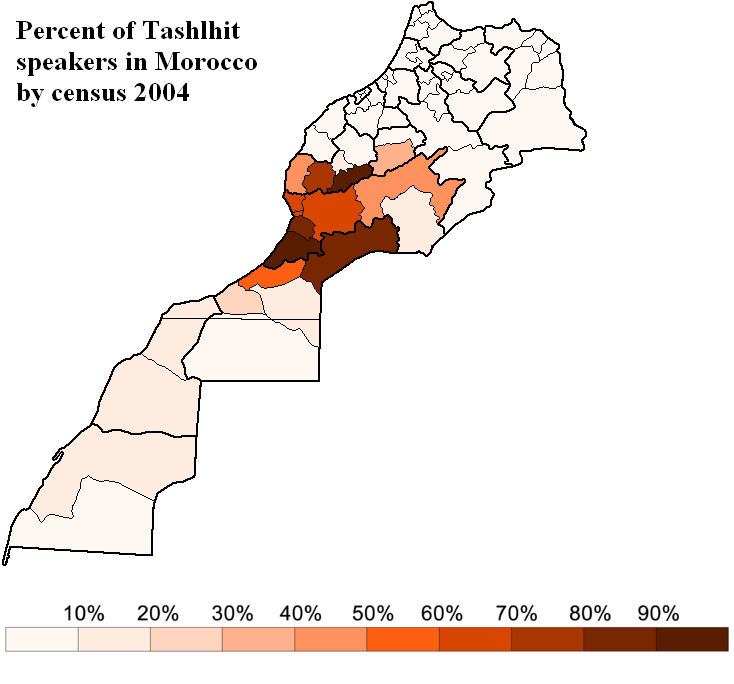
أمازيغية غمارة، في الجزء الغربي لجبال الريف.  - نسبة الناطقين بالشلحية في أقاليم المغرب (إحصاء 2004)
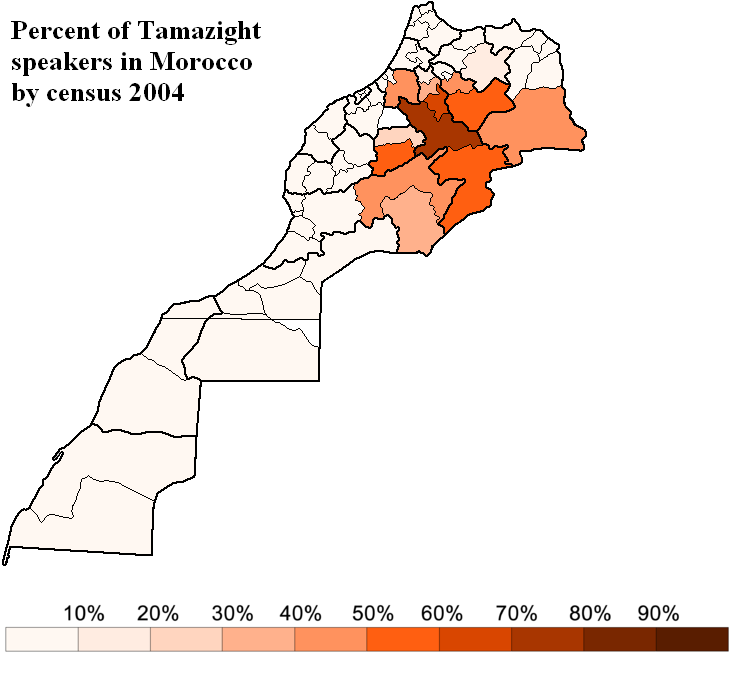
نسبة الناطقين بأمازيغية الأطلس المتوسط في أقاليم المغرب (إحصاء 2004)
  - نسبة الناطقين بأمازيغية الأطلس المتوسط في أقاليم المغرب (إحصاء 2004)